# Darrhärmtrastar
Darrhärmtrastar (Cinclocerthia) är ett litet fågelsläkte i familjen härmtrastar inom ordningen tättingar. Släktet omfattar endast två arter med utbredning i Små Antillerna:
- Brun darrhärmtrast (C. ruficauda)
- Grå darrhärmtrast (C. gutturalis)